# New Cordell (Oklahoma)
New Cordell település az Amerikai Egyesült Államok Oklahoma államában, Washita megyében, melynek megyeszékhelye is. Lakosainak száma 2775 fő (2020. április 1.).

## Népesség
A település népességének változása:

| 2010 | 2 915 |
| 2020 | 2 775 |